# Френк Форд
Фре́нсіс Ма́йкл Форд (англ. Francis Michael Forde; 18 липня 1890 — 28 січня 1983) — австралійський політичний діяч 15-й Прем'єр-міністр Австралії (займав цей пост найкоротший час в історії — сім днів).

## Ранні роки
Народився у Мітчеллі, Квінсленд, у родині ірландського іммігранта — розвідника худоби, він був другою з шести дітей у сім'ї. Форд здобув освіту у католицькій школі Сент-Мері Коледж Тувумба і став вчителем. Оселившись у Рокгемптоні, він вступив до лейбористської партії та до групи освіти робітників.

## Політична кар'єра
У 1917 році був обраний до Законодавчих зборів Квінсленду. 1922 року залишив місцевий парламент та був обраний до Палати представників Австралії.
Незабаром Форд здійснив кар'єрний зліт у лейбористській партії. Після перемоги партії на виборах 1929 року Форд став заступником міністра торгівлі та митниці в уряді Джеймса Скалліна. Однак, на виборах 1931 року лейбористи зазнали поразки і у 1932 році Френк Форд став заступником лідера опозиції. У цей час він лишається єдиним заступником лідера лейбористської партії з Квінсленду. Після відставки Скалліна 1935 року Форд висувався на пост лідера партії, але програв один голос Джону Кертіну, здебільшого, з причини того, що він підтримував економічну політику Скалліна.
1941 року, коли лейбористи повернулись до влади, Форд отримав міністерську валізу у оборонному відомстві — дуже важливий пост у період війни. Після того як 5 липня 1945 року помер Кертін, Форд як заступник лідера партії 6 липня склав присягу генерал-губернатору як новий Прем'єр-міністр. Але на виборах лідера партії 13 липня він поступився Бенові Чіфлі. Форда знову було обрано заступником лідера партії. На посту міністра оборони його сильно критикували за повільні темпи демобілізації. В результаті він втратив свій пост після виборів 1946 року, хоча лейбористи й здобули переконливу перемогу.

## Верховний Комісар
Згодом Чіфлі призначив Форда на пост Верховного Комісара у Канаді, який той займав до 1953 року. Після цього Форд повернувся до Австралії та спробував повернути собі місце у федеральному парламенті, але на виборах 1954 року успіху не здобув. 1955 року Френк Форд в результаті додаткових виборів пройшов до Законодавчих зборів Квінсленду.

## Останні роки життя
Після відходу від політики Форд займався місіонерською діяльністю та доброчинністю. У його вітальні висів великий портрет американського військового генерала Дугласа Макартура.
Френсіс Форд помер 1983 року.
Один з виборчих округів, а також одне з передмість Канберри названі на його честь.

## Родина
1925 року Форд одружився з Веронікою (Вірою) Кетрін O'Рейлі. У їхньому шлюбі народилось четверо дітей:
- Мері (1928)
- Мерсія (1930)
- Клейр (1932)
- Френсіс (1935—1966).